# Бусько, Игорь Евгеньевич
Игорь Евгеньевич Бусько (бел. Ігар Яўгенавіч Бусько, 19 июня 1963, Минск) — белорусский военачальник, заместитель председателя Комитета государственной безопасности Республики Беларусь (2013—2018).

## Биография
Родился 19 июня 1963 года в Минске.
В органах госбезопасности с 1985 года.
Возглавлял Главное управление контрразведки КГБ Республики Беларусь. Входил в состав Комиссии при Совете Министров Республики Беларусь по выявлению, возвращению, совместному использованию и внедрению в научное и культурное использование национально-культурных ценностей, находящихся за пределами Беларуси.
С 22 января 2010 года по 12 апреля 2013 года работал начальником управления КГБ Республики Беларусь по Брестской области.
В 2011 году, после проведения президентских выборов в Белоруссии 2010 года, которые Европейским союзом были признаны недемократическими, а также силового разгона акции протеста в Минске 19 декабря 2010 года, был включен в список белорусских государственных деятелей и чиновников, на которых ЕС были наложены санкции. В 2012 году Совет Европейского союза признал И. Е. Бусько ответственным за репрессивную работу КГБ против гражданского общества и демократической оппозиции.
С 12 апреля 2013 года по 16 декабря 2013 года был заместителем Председателя КГБ Республики Беларусь по кадровому обеспечению и организационной работе. С 16 декабря 2013 года по 18 июня 2018 года был заместителем Председателя КГБ Республики Беларусь.
18 июня 2018 года уволен с военной службы в запас по возрасту с правом ношения военной формы одежды и знаков различия.
В мае 2012 года избран председателем Брестского областного отделения Белорусской федерации биатлона. Являлся заместителем председателя Белорусской федерации биатлона. В настоящее время входит в состав наблюдательного совета Белорусской федерации биатлона.